# Alexander McKay
Alexander McKay (* 11. April 1841 in Carsphairn, Kirkcudbrightshire, Schottland; † 8. Juli 1917 in Wellington, Neuseeland) war ein schottisch-neuseeländischer Geologe und Mineraloge.

## Frühen Jahre
Alexander McKay wurde am 11. April 1841 als Sohn der Eheleute Agnes MacClellan und ihrem Ehemann William Sloane McKay, einem Schreiner und Stellmacher in Carsphairn geboren. calvinistisch erzogen besuchte er die Dorfschule bis zu seinem 11. Lebensjahr. Danach assistierte er seinem Vater und besuchte die Schule nur noch im Winter. Im Sommer arbeitete er als Kuhhirte. Während dieser Zeit entwickelte sich sein Interesse an der Geologie und der Gesteinskunde, lernte die Schichtungen der Gesteine kennen und suchte nach Erzen in den Rhinns of Kells, einem Gebirgszug in seiner Heimat.

## Neuseeland
Am 3. Juli 1863 verließ McKay seine schottische Heimat von Glasgow aus. Es ist anzunehmen, dass ihn die Kunde vom Goldrausch in Otago nach Neuseeland zog. Auf der Helenslea erreichte er Campbelltown, das spätere Bluff, im September 1863, und arbeitete wohl für zwei Jahre in den Goldfeldern von Otago und in Wakamarina in der Region Marlborough. Nach einem kurzen Abstecher in die Goldfelder von New South Wales und Queensland, kehrte er 1866 zurück nach Neuseeland, um für vier Jahre den Südwesten von Mackenzie Country geologisch zu untersuchen. In welchem Auftrage dies geschah, ist nicht bekannt. Während dieser Zeit lernte er erstmals den deutsch-neuseeländischen Geologen Julius von Haast kennen.
Am 24. August 1868 heiratete McKay Susannah Barnes, die später in Wellington lebte, während McKay auf Reisen war. Aus der Ehe gingen zwei Söhne hervor.
1870 traf er Haast erneut und wurde von ihm für geologische Untersuchungen in den Kohlefeldern von Ashley George und Shag Point im Norden Otagos engagiert. In ihrer weiteren Zusammenarbeit suchten sie nach Fossilien von Reptilien in der Gegend um Waipara River im Norden von Canterbury. Ebenfalls war McKay an den Ausgrabungen von Moa-Skeletten im Point Cave bei Sumner, heute ein Stadtteil von Christchurch, beteiligt.
1972 wurde James Hector, Direktor des Colonial Museum und New Zealand Geological Survey, auf Grund McKay's Fossil-Kollektion von Waipara, ausgestellt im Canterbury Museum, auf ihn aufmerksam. Hector gewann McKay für weitere Grabungen im Haumuri Bluff nahe Kaikoura. Nach Beendigung seines Auftrages ging McKay im April 1873 nach Wellington zu seiner Frau zurück und übernahm wenig später eine Festanstellung für die Fossilsammlung des Geological Survey. 1876 wurde er zum Geologen für Grabungen berufen und bekam 1885 die Assistenzstelle eines staatlichen Geologen. 1892 wechselte er als Geologe für den Bergbau in das Mines Department (Bergbauabteilung) und wurde damit zu einem staatlichen Geologen berufen. Er hielt dies Position bis zu seiner Pensionierung im Jahr 1906 inne.
McKay's Verdienste für die Geologie in Neuseeland lagen in seinen Arbeiten in dem Bereich der Strukturgeologie. Er entwickelte Theorien der Gebirgsbildung in Neuseeland, die anfänglich kontrovers gesehen wurde, später aber von angesehenen Geologen Neuseelands Bestätigung fanden.
Nachdem seine Frau Susanna im Jahr seiner Pensionierung gestorben war, heiratete McKay am 3. Juni 1907 erneut. Seine zweite Frau, Adelaid Doutson, sollte ihn überleben. Alexander McKay starb am 8. Juli 1917 in Kelburn in Wellington. Ihm zu Ehren benannte die Nordgruppe bei der von 1961 bis 1962 durchgeführten Kampagne im Rahmen der New Zealand Geological Survey Antarctic Expedition die McKay-Kliffs in der Antarktis nach ihm. In Neuseeland ist er Namensgeber für die Alexander McKay Falls.

## Fotografie
In den späten 1880er entwickelte McKay zusehends Interesse an der Fotografie und experimentierte mit Kameradesigns sowie der Entwicklung von Teleobjektiven und Makroobjektiven. Er schnitt dazu die Böden von Flaschen ab und nutzte sie zu Vergrößerungen bzw. Verkleinerungen. Einige seiner so erstellten Fotografien sind heute noch in der Alexander Turnbull Library in Wellington zu sehen.

## McKay Hammer Award
Seit 1957 vergibt die Geological Society of New Zealand den McKay Hammer Award. Er wird Alexander McKay zu Ehren jedes Jahr an neuseeländischen Autoren vergeben, die in den jeweils drei zurückliegenden Jahren mit ihrem Werk etwas herausragendes zur Geologie von Neuseeland beigetragen haben.